# Клінтон (Іллінойс)
Клінтон (англ. Clinton) — місто (англ. city) в США, в окрузі Де-Вітт штату Іллінойс. Населення — 7004 особи (2020).

## Географія
Клінтон розташований за координатами 40°8′48″ пн. ш. 88°57′45″ зх. д. / 40.14667° пн. ш. 88.96250° зх. д. (40.146702, -88.962510).  За даними Бюро перепису населення США в 2010 році місто мало площу 8,76 км², з яких 8,76 км² — суходіл та 0,00 км² — водойми. В 2017 році площа становила 9,41 км², з яких 9,40 км² — суходіл та 0,01 км² — водойми.

## Демографія
Згідно з переписом 2010 року, у місті мешкало 7225 осіб у 3072 домогосподарствах у складі 1873 родин. Густота населення становила 825 осіб/км².  Було 3397 помешкань (388/км²).
Расовий склад населення:
| - 95,5 % — білих - 0,9 % — чорних або афроамериканців - 0,4 % — азіатів - 0,2 % — корінних американців - 0,1 % — вихідців з тихоокеанських островів - 1,5 % — осіб інших рас |

До двох чи більше рас належало 1,5 %. Частка іспаномовних становила 3,1 % від усіх жителів.
За віковим діапазоном населення розподілялося таким чином: 23,5 % — особи молодші 18 років, 58,9 % — особи у віці 18—64 років, 17,6 % — особи у віці 65 років та старші. Медіана віку мешканця становила 39,3 року. На 100 осіб жіночої статі у місті припадало 93,7 чоловіків;  на 100 жінок у віці від 18 років та старших — 91,2 чоловіків також старших 18 років.
Середній дохід на одне домашнє господарство  становив 62 037 доларів США (медіана — 44 490), а середній дохід на одну сім'ю — 74 844 долари (медіана — 60 208). Медіана доходів становила 41 809 доларів для чоловіків та 31 141 долар для жінок. За межею бідності перебувало 16,9 % осіб, у тому числі 26,3 % дітей у віці до 18 років та 3,2 % осіб у віці 65 років та старших.
Цивільне працевлаштоване населення становило 3120 осіб. Основні галузі зайнятості: освіта, охорона здоров'я та соціальна допомога — 20,1 %, виробництво — 15,4 %, роздрібна торгівля — 10,9 %, мистецтво, розваги та відпочинок — 10,2 %.